# Andrea Parini

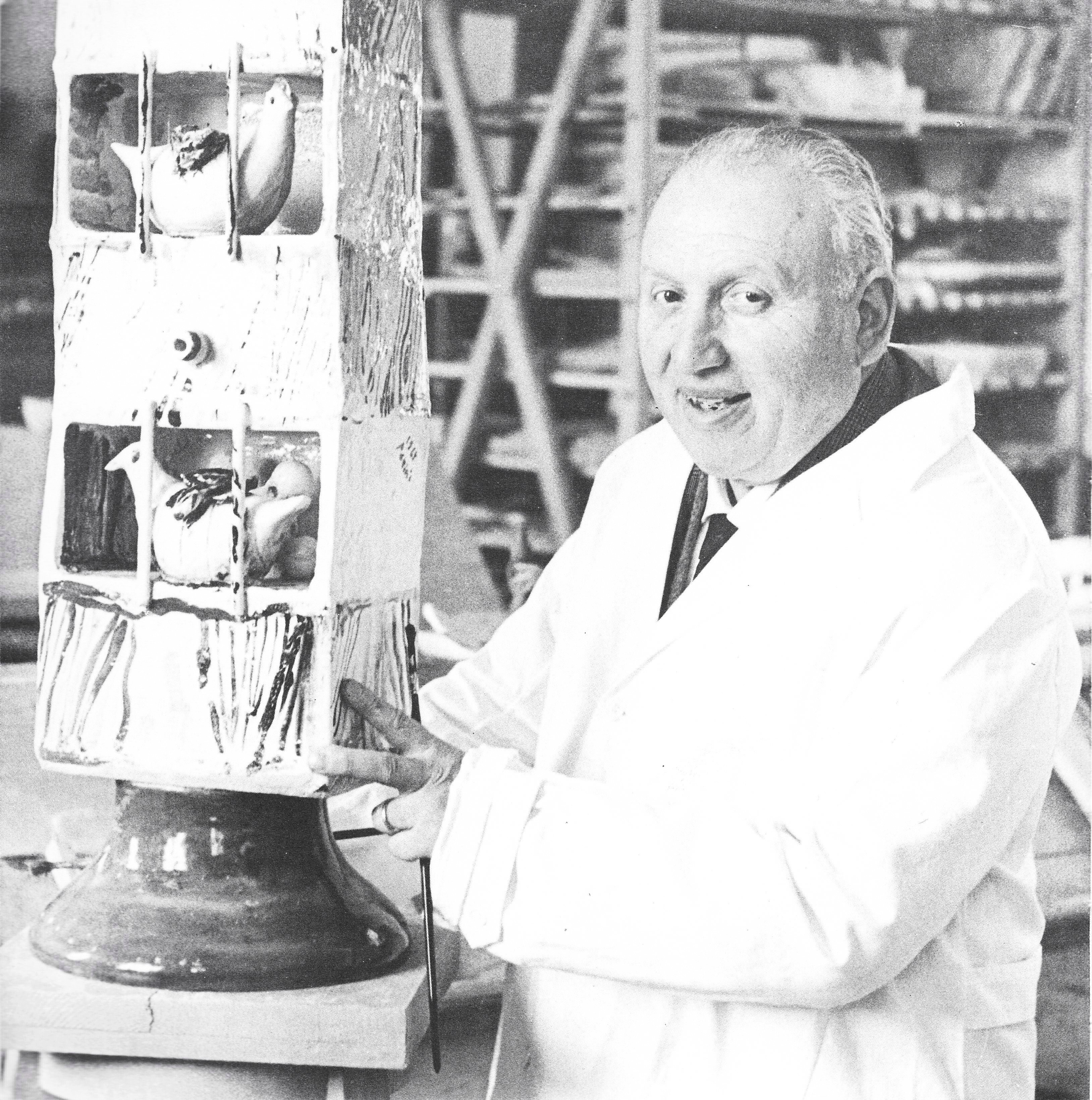
Andrea Parini a Nove, nel 1963, accanto alla Cucca della famiglia

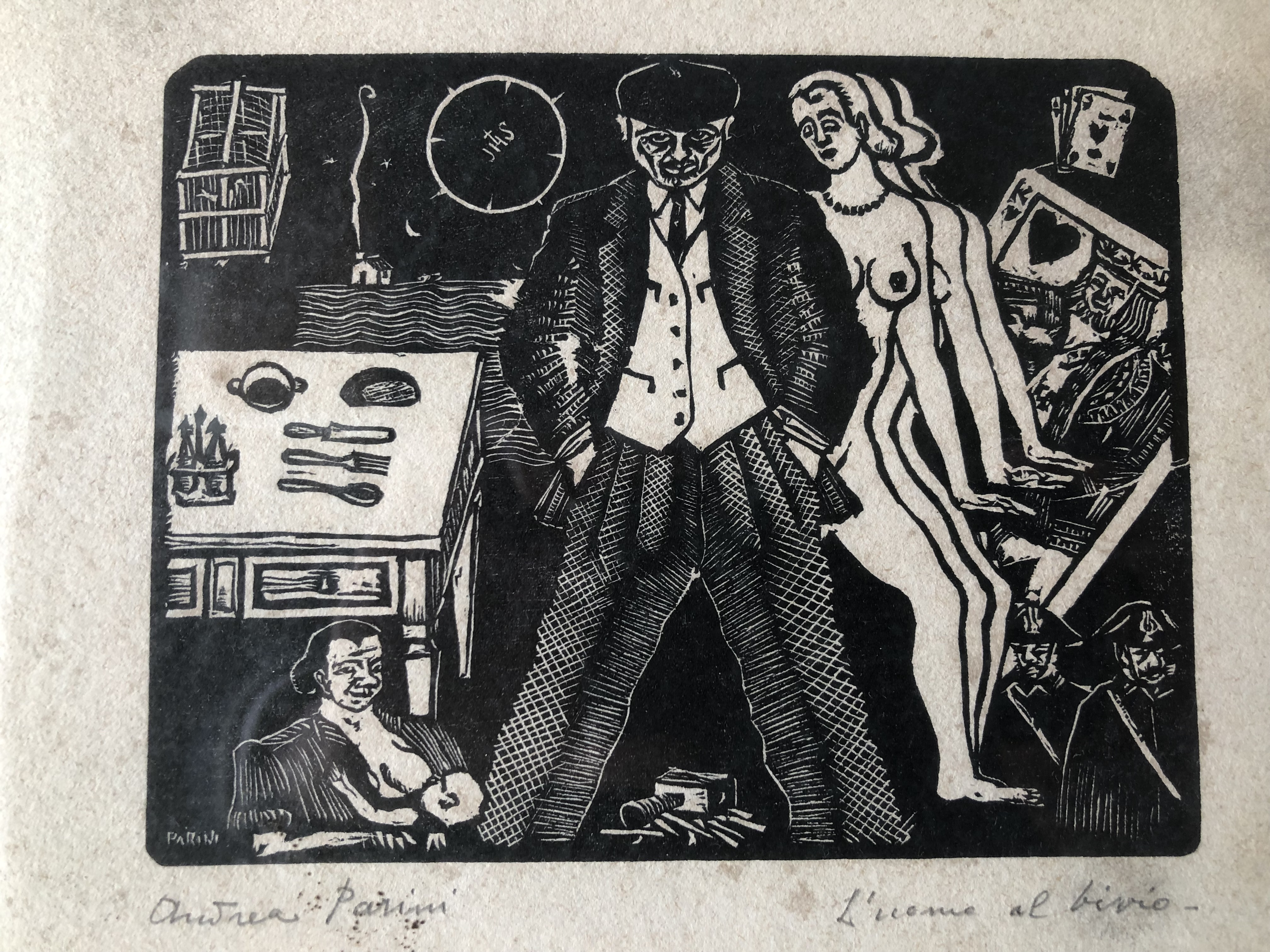
Uomo al bivio, xilografia, 1932

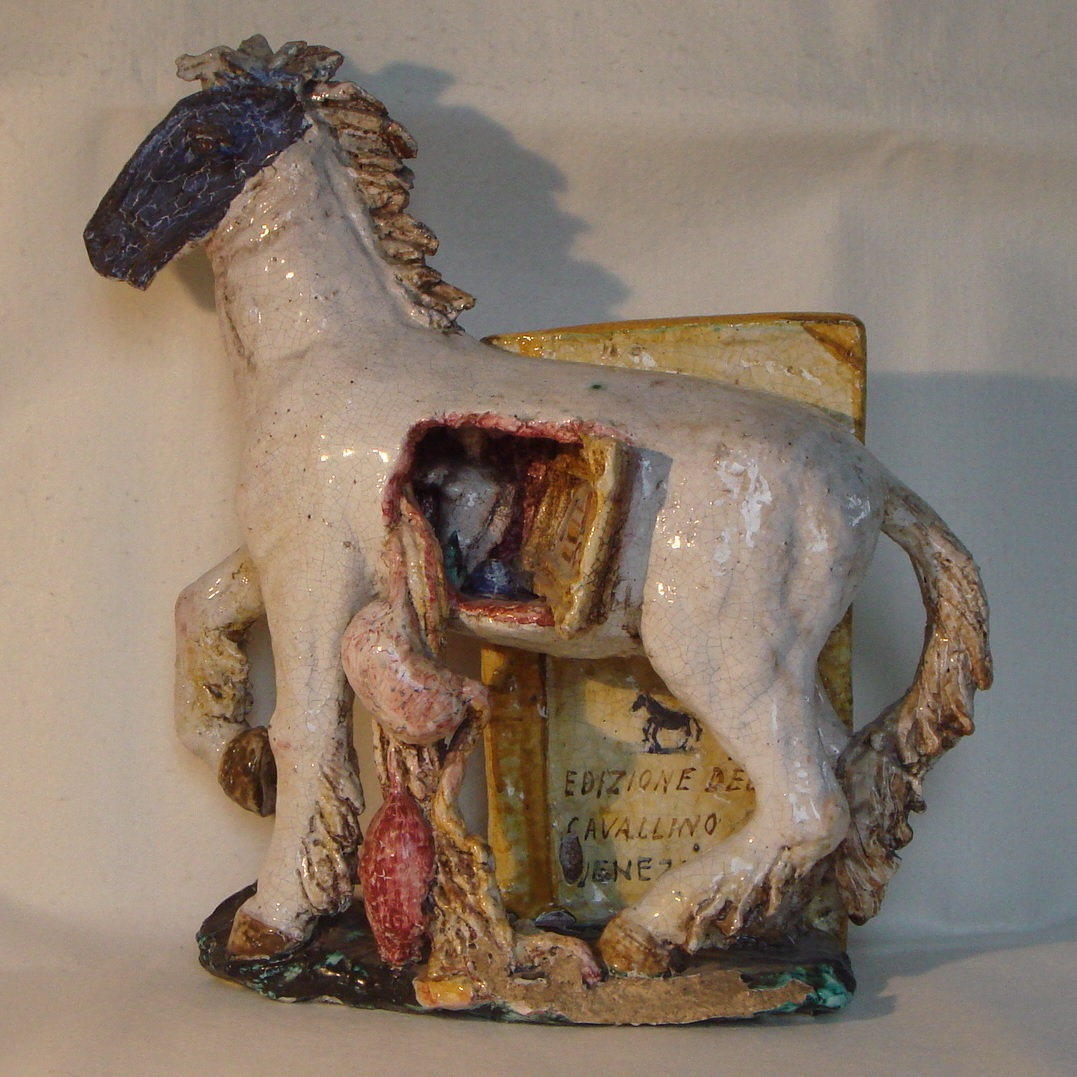
Edizione del Cavallino, 1945

Andrea Parini (Caltagirone, 13 giugno 1906 – Gorizia, 18 gennaio 1975) è stato uno scultore, ceramista e incisore italiano.

## Biografia
Grazie a una borsa di studio frequenta il Liceo artistico di Palermo, s'iscrive poi ai corsi dell'Accademia di Belle Arti di Palermo, diplomandosi in scultura. Nello stesso periodo fa pratica in laboratori di ceramica palermitani. Apre quindi uno studio a Palermo, dove realizza sculture in marmo e incide xilografie, per le quali avvia contatti con gli artisti che gravitano intorno alla rivista L'Eroica di Ettore Cozzani. Nel 1928 diventa amico di Luigi Bartolini, trasferito come insegnante alla Scuola d'avviamento di Caltagirone per dissapori con le autorità fasciste di Pola.
Il suo esordio è alla Mostra internazionale dell'incisione di Los Angeles, nel 1930. Presente, dal 1932 al 1942, a mostre del Sindacato di Belle Arti di Sicilia, approda nel 1934 alla Biennale di Venezia, nella sezione "Arti Applicate"; è poi presente alla Quadriennale di Roma del 1935 e del 1939, e alla Triennale di Milano del 1947 e del 1951, quell'anno premiato con la medaglia d'argento.
Dal 1942 al 1963, ininterrottamente, è direttore incaricato dell'Istituto d'Arte di Nove di Bassano, con incluso l'insegnamento della Storia dell'arte. Sviluppa, dalla tradizione, la produzione ceramica di Nove e sostiene un gruppo di giovani ceramisti, tra cui Giovanni Petucco, che si sentono liberi dai richiami del passato. Suoi allievi sono Alessio Tasca, Pompeo Pianezzola, Federico Bonaldi e tanti altri. L'area vicentina diventa così un centro italiano innovativo, nella ricerca artistica, nell'ambito della ceramica. Negli stessi anni Parini tesse una fraterna amicizia con Gio Ponti, documentata da una fitta corrispondenza.

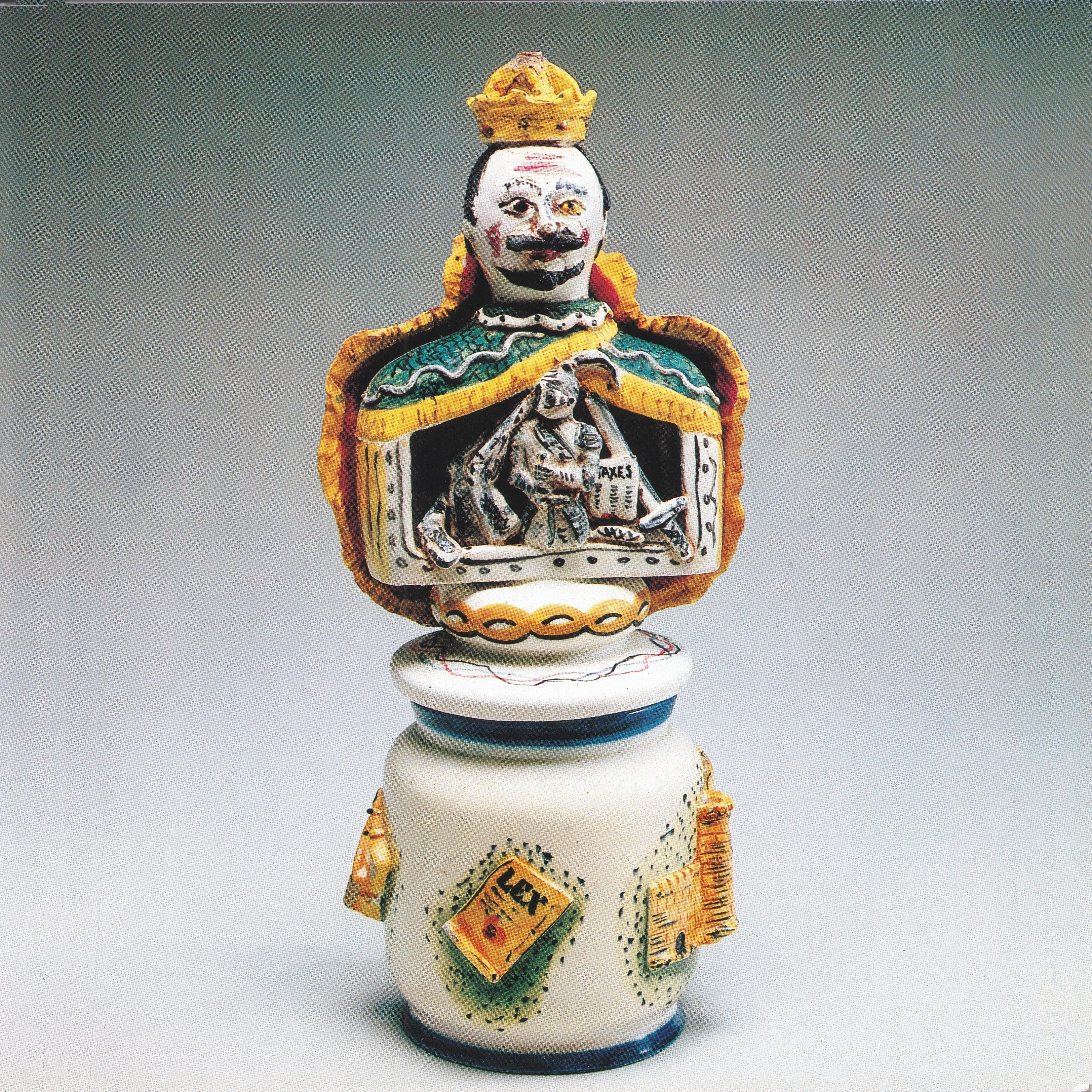
Re della serie degli Scacchi, 1950

Nel 1950 partecipa al IX Concorso Internazionale della Ceramica di Faenza e torna alla Biennale di Venezia, ottenendo il Premio per la Ceramica con la serie degli Scacchi.
Nel 1952, come Lucio Fontana, Fausto Melotti e Pablo Picasso, ottiene una sala personale alla Iª Mostra della Ceramica d'Arte Italiana di Messina.
Alcune sue opere si trovano nella Sezione "Novecento" del Museo della Ceramica di Nove, nella Sezione "Contemporanea" di Palazzo Sturm, il Museo della Ceramica di Bassano del Grappa, e nel settecentesco "Ospedale delle Donne", che oggi ospita il MACC - Museo d'Arte Contemporanea di Caltagirone. Al Museo Internazionale della Ceramica MIC di Faenza sono esposti, nella Raccolta "Scultura italiana del secondo dopoguerra", alcuni suoi Angeli musicanti.

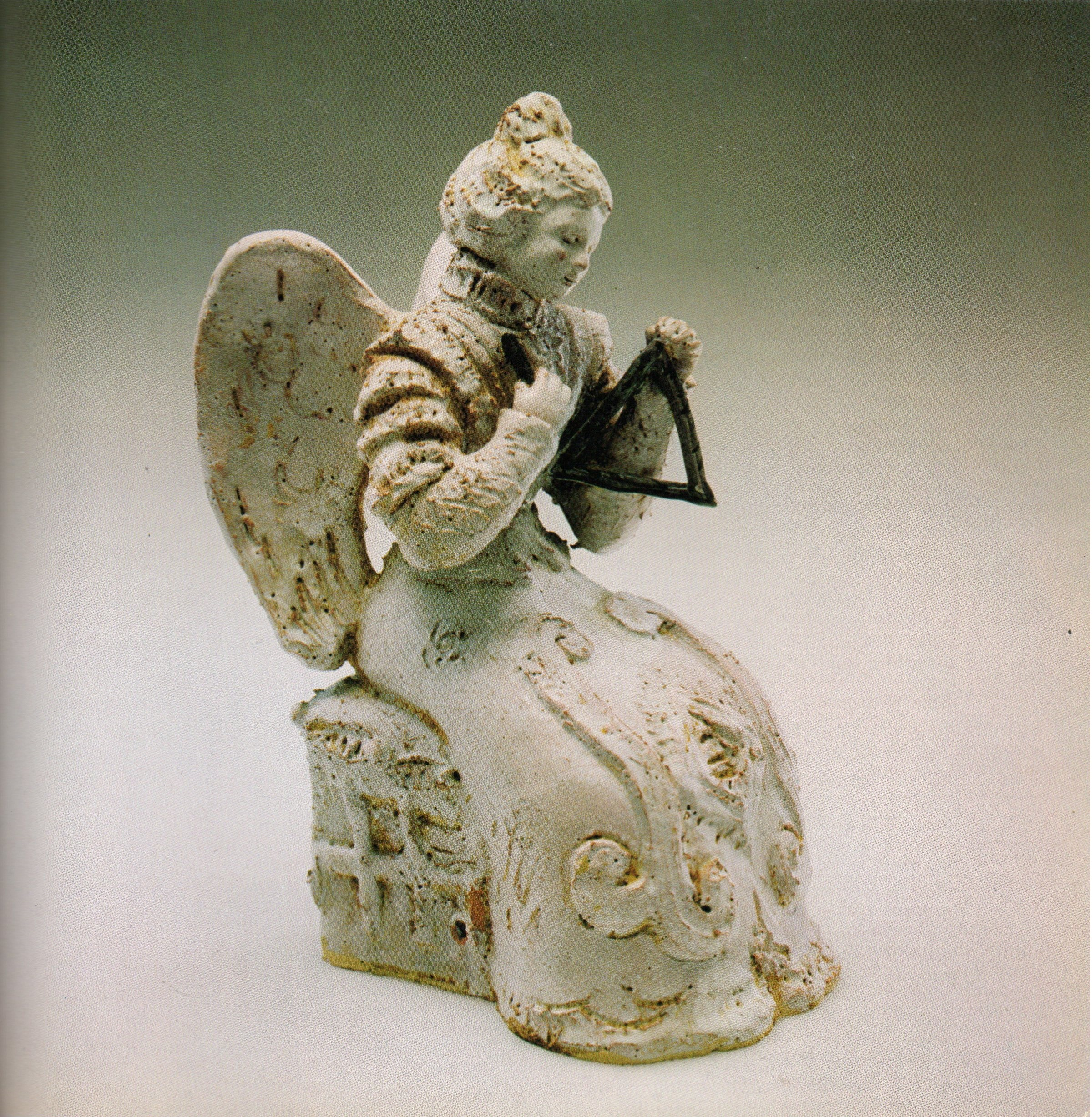
Angelo musicante, 1950

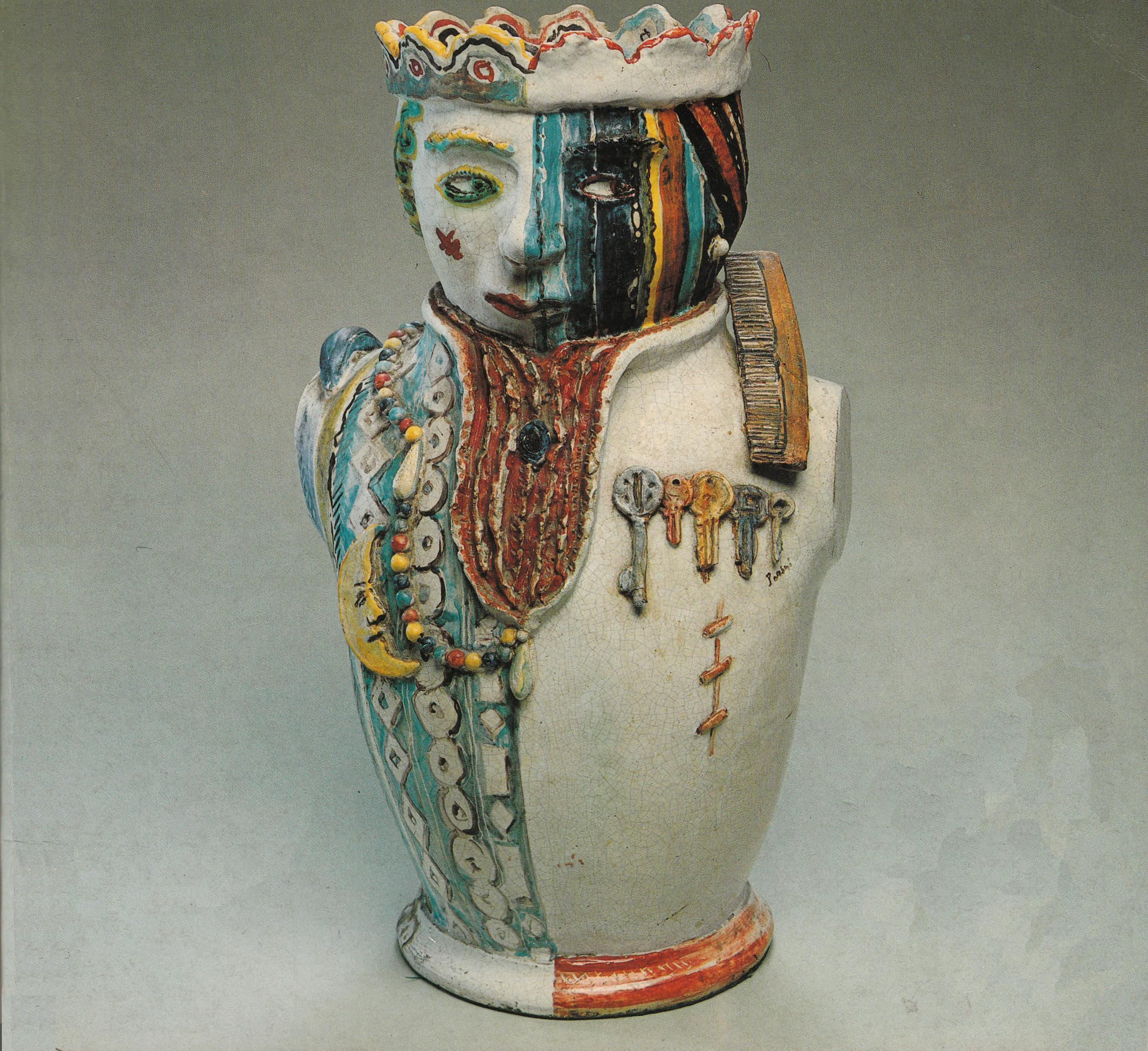
Grande vaso della Regina, 1954

A Nove, negli anni cinquanta, apre uno studio di ceramica moderna, sotto la denominazione di "Parini Ceramiche". Alla Galleria La Chiocciola di Padova presenta nel 1958 una personale e espone opere in grès, maiolica, porcellana, terraglia. Nel 1963 viene nominato direttore dell'Istituto Statale d'Arte di Padova e dopo pochi mesi di quello di Venezia. Dal 1966 al 1975 dirige l'Istituto Statale d'Arte di Gorizia, nel cui Cimitero è sepolto nella tomba di famiglia, disegnata dall'amico Gio Ponti con la dedica: "Maestro nell'arte sua alla quale dedicò la vita".
Di lui ha scritto Vittorio Sgarbi: «È in realtà, come Melotti, Fontana, Leoncillo, essenzialmente uno scultore, di vena elegiaca, senza il rigore intellettuale dei colleghi d'impresa, ma in qualche misura affine, per sensibilità a Melotti, lirico mascherato. Il suo ritratto della figlia Onorina dormiente, del 1941, è un capolavoro di incomparabile delicatezza, formale e sentimentale.»

### Opere
- Uomo al bivio, xilografia, 1932, cm 10,8 x 14.[3]
- La figlia Onoria dormiente, altorilievo in maiolica policroma, 1941, cm 43x66x23.[2]
- Ritratto di Giacinta, scultura in materiale refrattario con tracce di invetriatura, il cui nome si ricava dal bulbo fiorito sul petto, 1945, cm 42x36x25.[3]
- Ritratto di Maria Teresa, refrattario maiolicato policromo, 1945, cm 22x59x26.[3]
- Edizione del Cavallino, tuttotondo in refrattario maiolicato policromo, 1945, cm 45,5x39x19.[3]
- Scacchi, vasi in maiolica con coperchio (Re, Regina, Alfieri, Cavalli, Torri), elementi a stampo con aggiunta di parti modellate a mano, 1950, cm 44.5x19x17.[4]
- Angeli musicanti, a tuttotondo in maiolica cavillata, nell'atto di suonare, 1950, misure diverse, in figura cm 21x14x10.[4]
- Grande vaso della Regina, vaso antropomorfo in maiolica, decorazione policroma con applicazioni a rilievo, 1954, cm 65x35x28.[3]

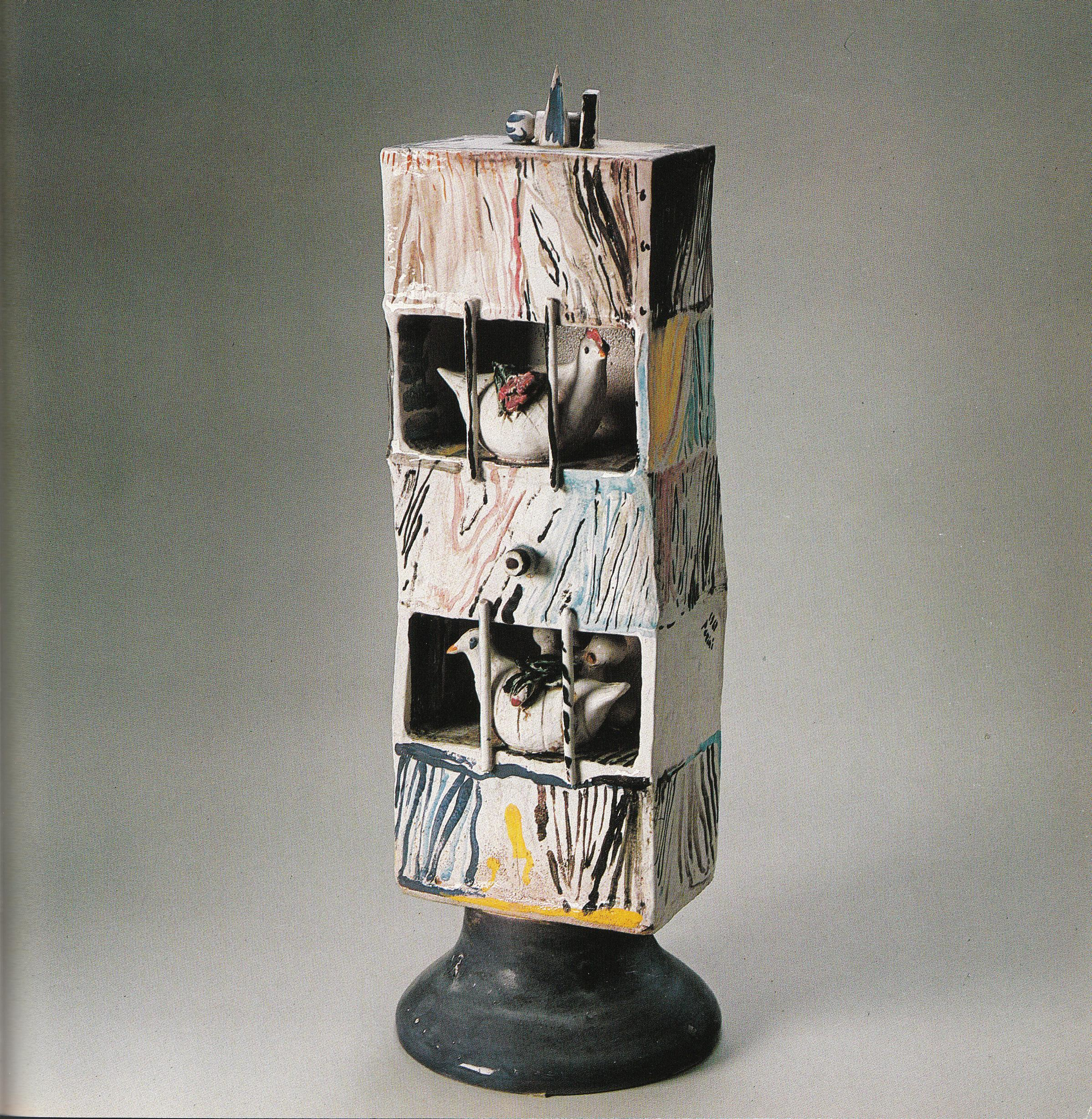
Cucca della famiglia, 1963

- Cucca della famiglia, arcicucco in maiolica policroma formato da cinque gabbiette sovrapposte, 1963, cm 81x28x28.[3]
- Le arti e i mestieri umili ma belli, lunghissimo pannello a bassorilievo in maiolica policroma, 1965-1968, cm 112x9100, murato all'esterno della balconata del primo piano di un palazzo in Piazza Bellini a Caltagirone.
- Partirono, grande pannello in maiolica policroma con applicazioni a rilievo, 1973, cm 198x662 - murato all'interno della Stazione ferroviaria di Caltagirone.
- Mosè salvato dalle acque, pannello in maiolica policroma con applicazioni a rilievo, 1974, cm 210x530, murato su una stele alla Diga del Lago di Ogliastro.